# ネイキッド・サンダー
『ネイキッド・サンダー』（Naked Thunder）は、イングランドのロック・ボーカリスト、イアン・ギランが1990年に発表した、ソロ名義では初のスタジオ・アルバム。ディープ・パープルからの2度目の脱退後に発表されたが、最終的にギランは1992年12月、ディープ・パープルに再々加入している。

## 背景
ギランは1989年2月より「ガース・ロケット&ザ・ムーンシャイナーズ」というバンドでライヴ活動を開始しており、本作に参加したスティーヴ・モリスは、同バンドのメンバーであった。なお、ガイド・トラック制作時には、やはり「ザ・ムーンシャイナーズ」のメンバーであったマーク・バックルもキーボードで参加していたが、最終的なレコーディングでは、当時ゲイリー・ムーアのバンドで活動していたトミー・アイアーと、元クォーターマスのJ・ピーター・ロビンソンがキーボード・パートを分担した。ドラムスを担当したのは、当時主にスタジオ・ミュージシャンとして活動していたサイモン・フィリップスで、3日ほどでドラム・パートを録り終えた。
本作リリース前の1990年5月に開始されたツアーは、本作のレコーディングに参加したモリス、アイアー、デイヴ・ロイドに加えて、元グランプリのミック・オドノヒュー（セカンド・ギター）、元センセーショナル・アレックス・ハーヴェイ・バンドのクリス・グレン（ベース）とテッド・マッケンナ（ドラムス）を迎えたラインナップで行われた。

## 反響・評価
母国イギリスでは1990年7月28日付の全英アルバムチャートで63位を記録するが、翌週にはトップ100圏外に落ちた。スウェーデンのアルバム・チャートでは2回（4週）トップ60入りを果たし、最高27位を記録した。
ゲイリー・ヒルはオールミュージックにおいて5点満点中3点を付け「途方もないボーカルの才能と、なかなか優れたソングライティングの両方が押し出されたソロ・アルバム」「少しディープ・パープル風味が感じられるハードロックから、よりバラード調の曲まで収録されている」と評している。

## 収録曲
特記なき楽曲はイアン・ギランとスティーヴ・モリスの共作。
1. ガット・リアクション - "Gut Reaction" - 3:47
2. トーキング・トゥ・ユー - "Talking to You" - 3:36
3. ノー・グッド・ラック - "No Good Luck" - 4:12
4. ナッシング・バット・ザ・ベスト - "Nothing but the Best" - 3:46
5. 偽りの日々 - "Loving on Borrowed Time" - 5:04
6. スウィート・ロリータ - "Sweet Lolita" - 3:50
7. ナッシング・トゥ・ルーズ - "Nothing to Lose" - 6:17
8. ムーンシャイン - "Moonshine" (Ian Gillan, Steve Morris, Mark Buckle) - 2:46
9. ロング・アンド・ロンリー・ライド - "Long and Lonely Ride" - 3:49
10. ラヴ・ガン - "Love Gun" - 3:29
11. ノー・モア・ケイン・オン・ザ・ブレイゾス - "No More Cane on the Brazos" (Traditional) - 8:15

## 参加ミュージシャン
- イアン・ギラン - ボーカル、ハーモニカ
- スティーヴ・モリス - ギター、ベース、キーボード
- トミー・アイアー - シンセサイザー、ハモンドオルガン
- J・ピーター・ロビンソン - シンセサイザー、ピアノ
- ロジャー・グローヴァー - ベース(on #11)
- サイモン・フィリップス - ドラムス
- アルビー・ドネリー - サクソフォーン
- ジ・A-チーム - ホーン・セクション
- キャロル・ケニオン、デイヴ・ロイド、ハリー・ショウ、ジョン・ガスタフソン - バッキング・ボーカル